# Скитьки
Скитьки (укр. Скитьки) — село в Репкинском районе Черниговской области Украины. Население 123 человека. Занимает площадь 0,48 км².
Код КОАТУУ: 7424488805. Почтовый индекс: 15044. Телефонный код: +380 4641.

## Власть
Орган местного самоуправления — Смолиговский сельский совет. Почтовый адрес: 15044, Черниговская обл., Репкинский р-н, с. Смолиговка, ул. Черниговская, 15.